# 許乃釗
許乃釗（1799年—1878年），字貞恒，號信臣、恂普，浙江杭州府錢塘縣人，清朝政治人物。

## 生平
許乃釗是道光十五年（1835年）乙未科進士。選翰林院庶吉士，散館授編修，歷任國史館纂修官、河南學政、廣東學政、左春坊左庶子、國子監祭酒，咸豐二年（1852年）升內閣學士，三年（1853年）任江蘇巡撫，鎮壓上海小刀會起義，四年（1854年）因無功被罷職。七年（1857年）以三品頂戴幫辦江南軍務，八年（1858年）遷光祿寺卿。十年（1860年）太平軍攻破江南大營，攻克蘇州、常州，再次被罷職，不久引疾歸里。光緒四年（1878年）卒。

## 著作
著有《安瀾紀要》、《回瀾紀要》、《荒政輯要》、《武備輯要》、《城守輯要》等，並註釋明戚繼光所著之《紀效新書》及《練兵實記》。

## 家族
父許學范為乾隆三十七年（1772年）壬辰科進士，官至刑部員外郎。許學范有七子，其中許乃濟、許乃普、許乃釗三子登進士，其餘四子皆中舉人，故有“七子登科”之美譽。當時的學者、書法家梁同書曾寫對聯“世間數百年舊家，無非積德；天下第一件好事，還是讀書”贈予許學范。